# Ugo V di Lusignano
Ugo V di Lusignano, detto il Pio ("le Débonnaire"). Hugues in francese, Hug in catalano, Hugo in spagnolo, in aragonese, in portoghese e in galiziano. Hugo anche in latino (inizio XI secolo – Lusignano, 8 ottobre 1060), fu Signore di Lusignano dal 1030 circa al 1060.

## Biografia

### Infanzia
Ugo era il figlio primogenito del quarto Signore di Lusignano, Ugo IV detto il Bruno (le Brun) e di Adelarda, come ci conferma il documento nº 440 del Cartulaire de l'abbaye de Saint-Cyprien de Poitiers: (931-1155), che riporta di una donazione di Ugo IV di Lusignano (Ugo Liziniacensis), fatta ai monaci di Lusignano, citando come testimoni la moglie Adelarda (Hildeardis uxoris sue) e i due figli maggiori, Ugo e Rorgone (infantum suorum Hugonis et Rorgonis).
Della madre Adelarda non si conoscono né gli ascendenti né il casato (secondo il Duguet era imparentata con i signori di Chabanais).
Secondo due citazioni del Chronicon sancti Maxentii Pictavensis, Chroniques des Eglises d'Anjou una dell'anno 1110 e una dell'anno 1025 Ugo IV di Lusignano, detto il Bruno (Hugonis Bruni) viene ricordato come il figlio del terzo Signore di Lusignano, Ugo III, detto il Bianco (qui fuit Albi) (Hugonis Albi), e di Arsenda, come ci conferma il documento nº 49, di data imprecisata (1004-1018), del Cartulaire de l'abbaye de Saint-Cyprien de Poitiers: (931-1155), che cita Ugo come signore di Lusignano (Ugo Liziniacensis domnus), quale artefice di una donazione alla chiesa di Saint-Cyprien di Poitiers e la madre come testimone (Arsendis matris eius).

### Giovinezza
Ugo il Pio viene citato per la prima volta nel documento nº 440 del Cartulaire de l'abbaye de Saint-Cyprien de Poitiers: (931-1155), come già riportato.
Il padre Ugo IV come signore di Lusignano, un castello del Poitou, era vassallo del conte di Poitiers e duca d'Aquitania, Guglielmo III di Poitiers o Guglielmo il Grande, al quale aveva prestato giuramento di fedeltà come ci informa lo storico francese, Jean Besly (1572-1644), nel suo Histoire des comtes de Poitou et des ducs de Guyenne depuis 811 à Louis le Jeune, che riporta un documento manoscritto, intitolato "Conventus tra Comitem et Ugonem" in cui Ugo il Bruno che, in questo manoscritto viene definito comandante di mille uomini (Hugone Chiliarchum), ebbe ottimi rapporti con il Guglielmo III di Poitiers (Guglielmo V di Aquitania) o Guglielmo il Grande.

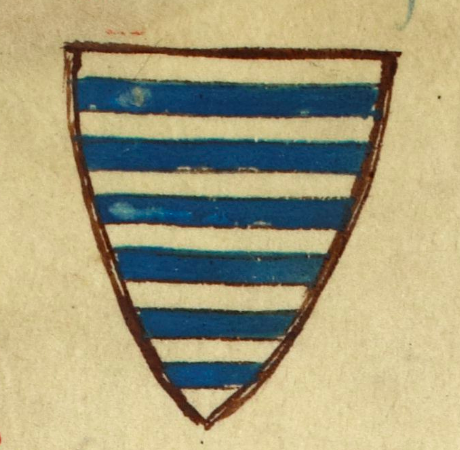
Lo stemma dei Lusignano nellHistoria anglorum

### Signore di Lusignano
Di Ugo IV il Bruno non si conosce la data esatta della morte; ancora secondo il manoscritto "Conventus tra Comitem et Ugonem" riportato dal Besly, nel suo Histoire des comtes de Poitou et des ducs de Guyenne depuis 811 à Louis le Jeune ci riferisce che Ugo morì un anno dopo il suo giuramento di fedeltà al duca Guglielmo; anche secondo il medioevalista americano, Sidney Painter, nel suo The Lords of Lusignan in the Eleventh and Twelfth Centuries (non consultato), morì senz'altro dopo il 1026; a lui succedette il figlio Ugo detto il Pio, come ci viene confermato dal documento nº 433, datato 1032 circa, del Cartulaire de l'abbaye de Saint-Cyprien de Poitiers: (931-1155).

### Matrimonio

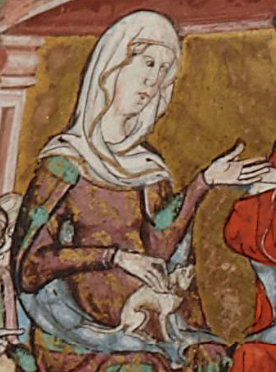
Almodis de La Marche in una miniatura del XIV secolo

Nel 1038 circa, secondo il Chronicon sancti Maxentii Pictavensis, Chroniques des Eglises d'Anjou  Ugo il Pio sposò Almodis de La Marche, figlia di Bernardo I de la Marche (ca. 991- 16 giugno 1047) conte de la Marche e di Amelia de Rasés (? - † 1053). Il nome della madre, ripreso da un documento del 1053 ("Almodis comitissa, filia que es Amelie comitisse") è citato dallo storico José Enrique Ruiz Domenec nel suo libro Quan els vescomtes de Barcelona eren (Barcelona, 2006) a pag. 320 (ho consultato il libro, ma non sono riuscito a trovare alcun documento con la frase citata.
Bernardo I de la Marche, secondo il Chronicon sancti Maxentii Pictavensis, Chroniques des Eglises d'Anjou era figlio del conte de La Marche e di Périgord, Adalberto I.

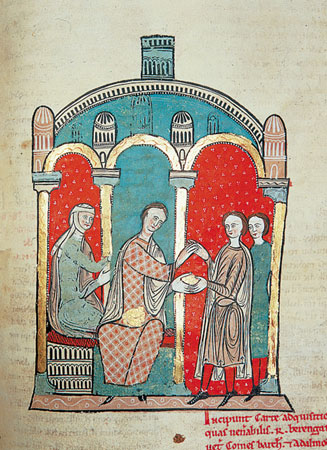
Raimondo Berengario I di Barcellona e sua moglie, Almodis de La Marche, pagano 2,000 once in monete d'oro a Raimondo di Cerdagna e Adelaide, conte e contessa di Cerdagna, per i loro diritti su Carcassonne, nel 1067.

Dopo il 1040 il matrimonio fu annullato per motivi di consanguineità e Almodis, nel 1045, si risposò, in seconde nozze, con Ponzio, conte di Tolosa, che era vedovo, dal 1044 circa, della sua prima moglie, che, secondo lo storico Justo Pérez de Urbel, era  Mayor Sanchez (ca. 1015- prima del 1044), che i cronisti francesi chiamavano  "Majorie" , figlia del re di Pamplona, Sancho III Garcés di Navarra.
Almodis fu poi ripudiata da Ponzio II di Tolosa e sposò, in terze nozze, nell'estate del 1053, Raimondo Berengario I el Vell ("il Vecchio") (1024-1076), conte di Barcellona.

### Rivalità con il Duca d'Aquitania e morte

Il castello dei Lusignano era nei dintorni della città di Poitiers.

Nonostante le vicissitudini matrimoniali Almodis conservò un buon rapporto sia con i figli sia con i mariti: nel  1060, infatti convinse Ugo V di Lusignano a schierarsi con suo figlio, di secondo letto, Guglielmo IV di Tolosa, quindi contro il suo sovrano, il duca d'Aquitania e conte di Poitiers, Guido Goffredo, che avanzava delle pretese sul ducato di Tolosa.
Guido Goffredo, durante la guerra, pose l'assedio a Lusignano, che venne devastata e a seguito dell'assedio Ugo V perse la vita, o in combattimento durante una sortita, oppure secondo un'altra tesi, durante la sortita fu fatto prigioniero e poi giustiziato per tradimento; secondo lo storico americano, Sidney Painter, nel suo The Lords of Lusignan in the Eleventh and Twelfth Centuries, Ugo fu ucciso vicino alla porta del castello.
Alla sua morte gli succedette il figlio primogenito, anche lui di nome Ugo.

## Discendenza
Ugo da Almodis de La Marche ebbe tre figli:
- Ugo[21], detto  il Diavolo (ca. 1039 † tra il 1106 e il 1110), signore di Lusignano, che partecipò alla prima crociata, in Terra santa e rientrò in Francia, dove morì.
- Giordano, gemello di Ugo[9], morto tra il 1060 e il 1078
- Melissenda (ca. 1040-1075) sposò Simone I di Parthenay, figlio di Guglielmo di Parthenay[19].

## Ascendenza
|                      |   |   | Genitori |  |  | Nonni |  |  | Bisnonni            |  |  | Trisnonni          |  |
|                      |   |   |          |  |  |       |  |  | Ugo II di Lusignano |  |  | Ugo I di Lusignano |  |
|                      |   |   |          |  |  |       |  |  | Ugo II di Lusignano |  |  | Ugo I di Lusignano |  |
|                      |   | … |          |  |  |       |  |  | Ugo II di Lusignano |  |  |                    |  |
| Ugo III di Lusignano |   |   |          |  |  |       |  |  | Ugo II di Lusignano |  |  |                    |  |
|                      |   | … | …        |  |  |       |  |  |                     |  |  |                    |  |
|                      |   | … | …        |  |  |       |  |  |                     |  |  |                    |  |
|                      |   | … | …        |  |  |       |  |  |                     |  |  |                    |  |
| Ugo IV di Lusignano  |   | … |          |  |  |       |  |  |                     |  |  |                    |  |
|                      |   | … | …        |  |  |       |  |  |                     |  |  |                    |  |
|                      |   | … | …        |  |  |       |  |  |                     |  |  |                    |  |
|                      |   | … | …        |  |  |       |  |  |                     |  |  |                    |  |
| Arsenda              |   | … |          |  |  |       |  |  |                     |  |  |                    |  |
|                      |   | … | …        |  |  |       |  |  |                     |  |  |                    |  |
|                      |   | … | …        |  |  |       |  |  |                     |  |  |                    |  |
|                      |   | … | …        |  |  |       |  |  |                     |  |  |                    |  |
| Ugo V di Lusignano   |   | … |          |  |  |       |  |  |                     |  |  |                    |  |
|                      | … | … |          |  |  |       |  |  |                     |  |  |                    |  |
|                      | … | … |          |  |  |       |  |  |                     |  |  |                    |  |
|                      | … | … |          |  |  |       |  |  |                     |  |  |                    |  |
| …                    | … |   |          |  |  |       |  |  |                     |  |  |                    |  |
|                      |   | … | …        |  |  |       |  |  |                     |  |  |                    |  |
|                      |   | … | …        |  |  |       |  |  |                     |  |  |                    |  |
|                      |   | … | …        |  |  |       |  |  |                     |  |  |                    |  |
| Adelarda             |   | … |          |  |  |       |  |  |                     |  |  |                    |  |
|                      |   | … | …        |  |  |       |  |  |                     |  |  |                    |  |
|                      |   | … | …        |  |  |       |  |  |                     |  |  |                    |  |
|                      |   | … | …        |  |  |       |  |  |                     |  |  |                    |  |
| …                    |   | … |          |  |  |       |  |  |                     |  |  |                    |  |
|                      |   | … | …        |  |  |       |  |  |                     |  |  |                    |  |
|                      |   | … | …        |  |  |       |  |  |                     |  |  |                    |  |
|                      |   | … | …        |  |  |       |  |  |                     |  |  |                    |  |
|                      |   | … |          |  |  |       |  |  |                     |  |  |                    |  |

### Fonti primarie
- (LA)  Chronicon sancti Maxentii Pictavensis, Chroniques des Eglises d'Anjou.
- (LA)  Cartulaire de l'abbaye de Saint-Cyprien de Poitiers: (931-1155).
- (LA)  Histoire des comtes de Poitou et des ducs de Guyenne depuis 811 à Louis le Jeune, Conventus tra Comitem et Ugonem.
- (LA)  Ruiz-Domenèc, J. E. (2006) Quan els vescomtes de Barcelona eren (Barcelona) Archiviato il 20 dicembre 2014 in Internet Archive.

### Letteratura storiografica
- (EN)  The Lusignan family in the 11th & 12th centuries